# Ďáblice
Ďáblice es un distrito municipal (městská část) y área catastral (katastrální území) en Praga. Está ubicado en la parte norte de la ciudad. En 2021, había 3,750 habitantes viviendo en Ďáblice.
El primer registro escrito de Ďáblice es del siglo XIII. El pueblo se convirtió en parte de Praga en 1968.

## Historia
En el territorio de Ďáblice se encontraron asentamientos ya desde la edad de bronce. Sin embargo, la primera mención escrita data del año 1253 (¿1235?), cuando la finca local pertenecía a la Orden de los Caballeros de la Cruz con la Estrella Roja, a quienes se la donó la reina Constancia. Ďáblice originalmente se llamaba Davlice (Dawlice), derivado del nombre Davel.
Durante la Primera República, se creó al suroeste de Ďáblice, y en estrecha proximidad con el área urbana de Kobylisy, la colonia Pod Ládvím, conocida hoy como Nové Ďáblice, que tenía el estatus de localidad de Ďáblice. Esta zona fue anexada a Praga en 1960, junto con casi todo el Bosque de Ďáblice y los terrenos al este de este, incorporándose al catastral de Kobylisy. En 1968, el resto de Ďáblice fue anexado a Praga. Más tarde, gran parte del Bosque de Ďáblice fue devuelto al catastral de Ďáblice.
En Ďáblice se construyó en 1953 el primer edificio prefabricado de Praga, en la dirección U Prefy 771/25. El autor del nuevo sistema de paneles esqueléticos T16 fue Miloslav Wimmer, quien también fue uno de los primeros residentes del edificio. La casa tiene tres plantas (planta baja y dos pisos) y contiene 13 apartamentos de 3 habitaciones y cocina. Tiene un tejado a dos aguas con una ligera inclinación, una cornisa decorativa y paneles cubiertos con yeso. El proyecto fue presentado en 1948. Un informe técnico cuestionó la estabilidad de la construcción, pero Stanislav Bechyně confirmó la seguridad del esqueleto. Los residentes se mudaron a la casa el 1 de julio de 1955.

## Lugares de interés
- Castillo Ďáblice
- Antigua ladrillera Battista
- Observatorio Ďáblice
- Altura Ládví (359 m), monumento natural y parque forestal
- Cementerio Ďáblice con tumbas de honor para presos políticos y combatientes de la resistencia, desde 2017 Monumento Cultural Nacional de Chequia[5] (aunque el cementerio se encuentra entre Staré Ďáblice y Nové Ďáblice, oficialmente pertenece a la comunidad catastral de Střížkov)

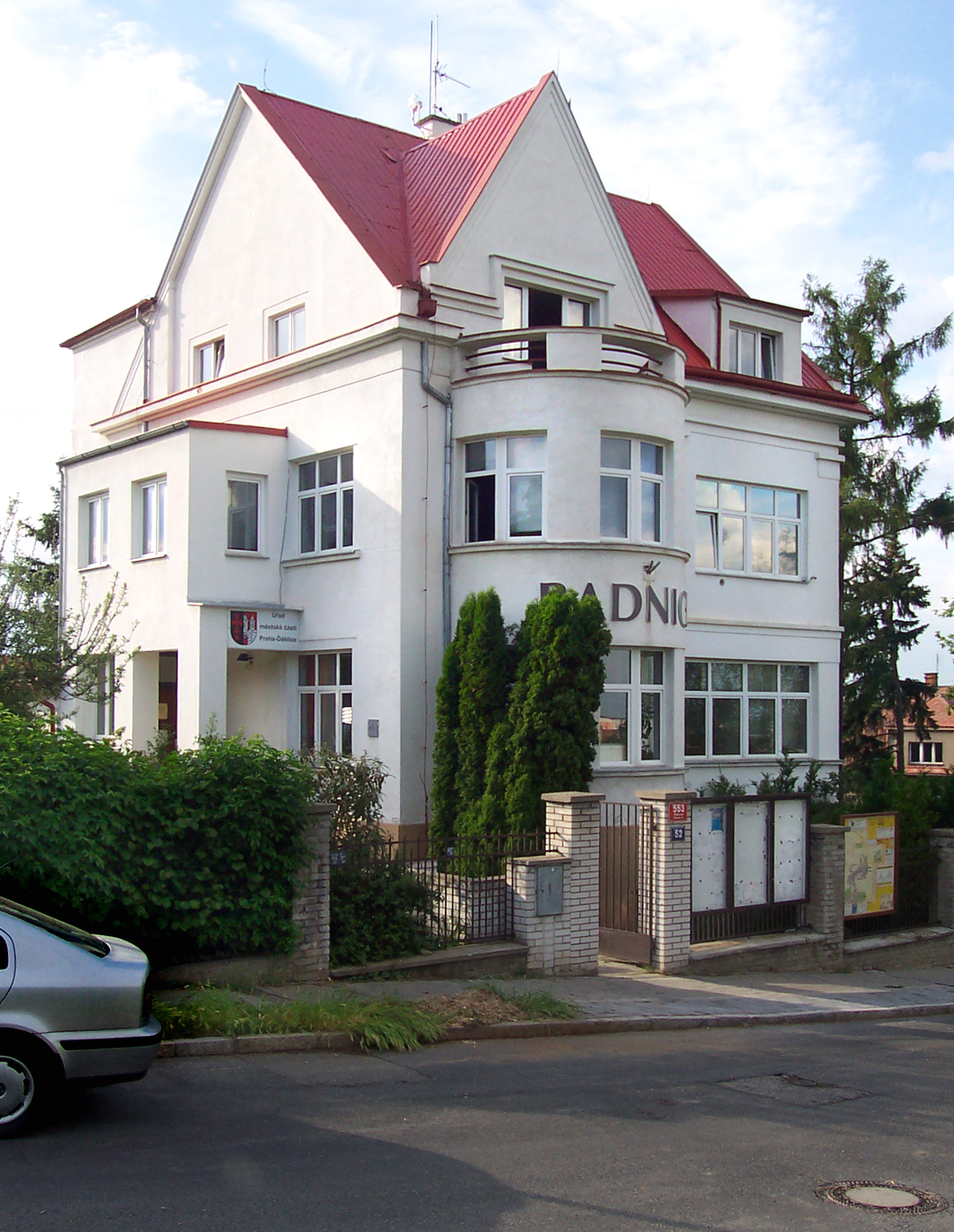
Ayuntamiento de Praha-Ďáblice
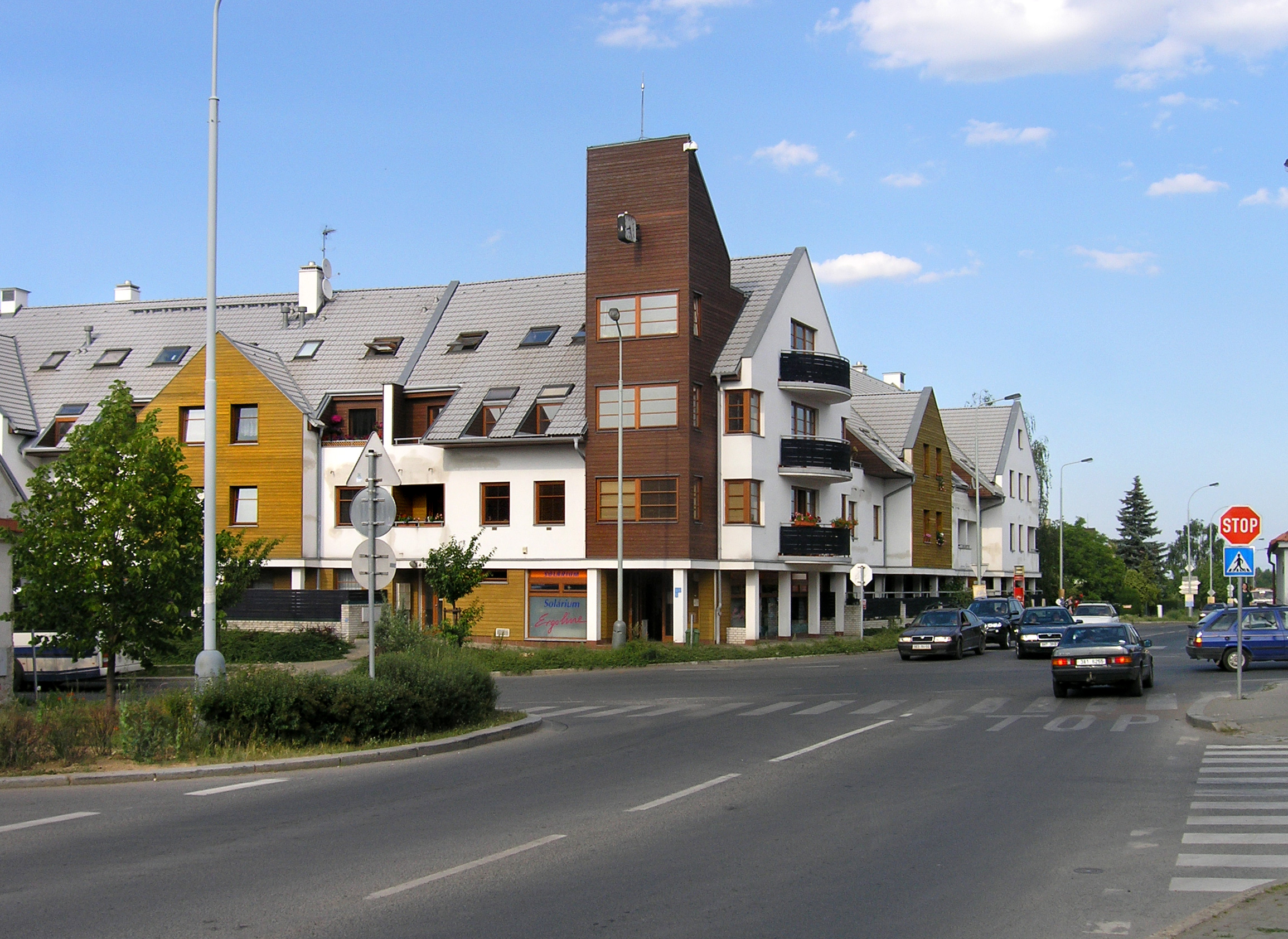
Cruce de Ďáblická y Kostelecká
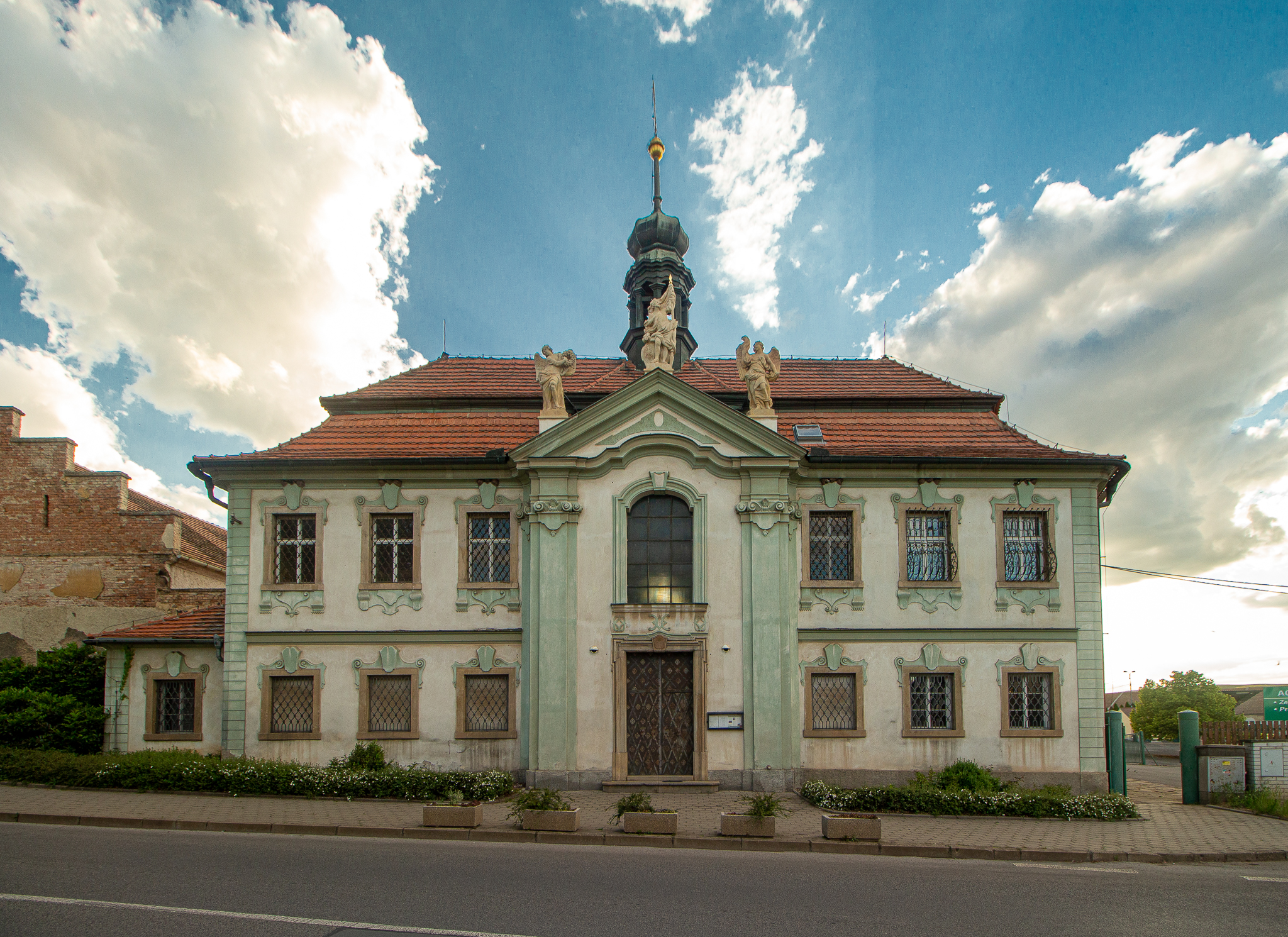
Castillo Ďáblice
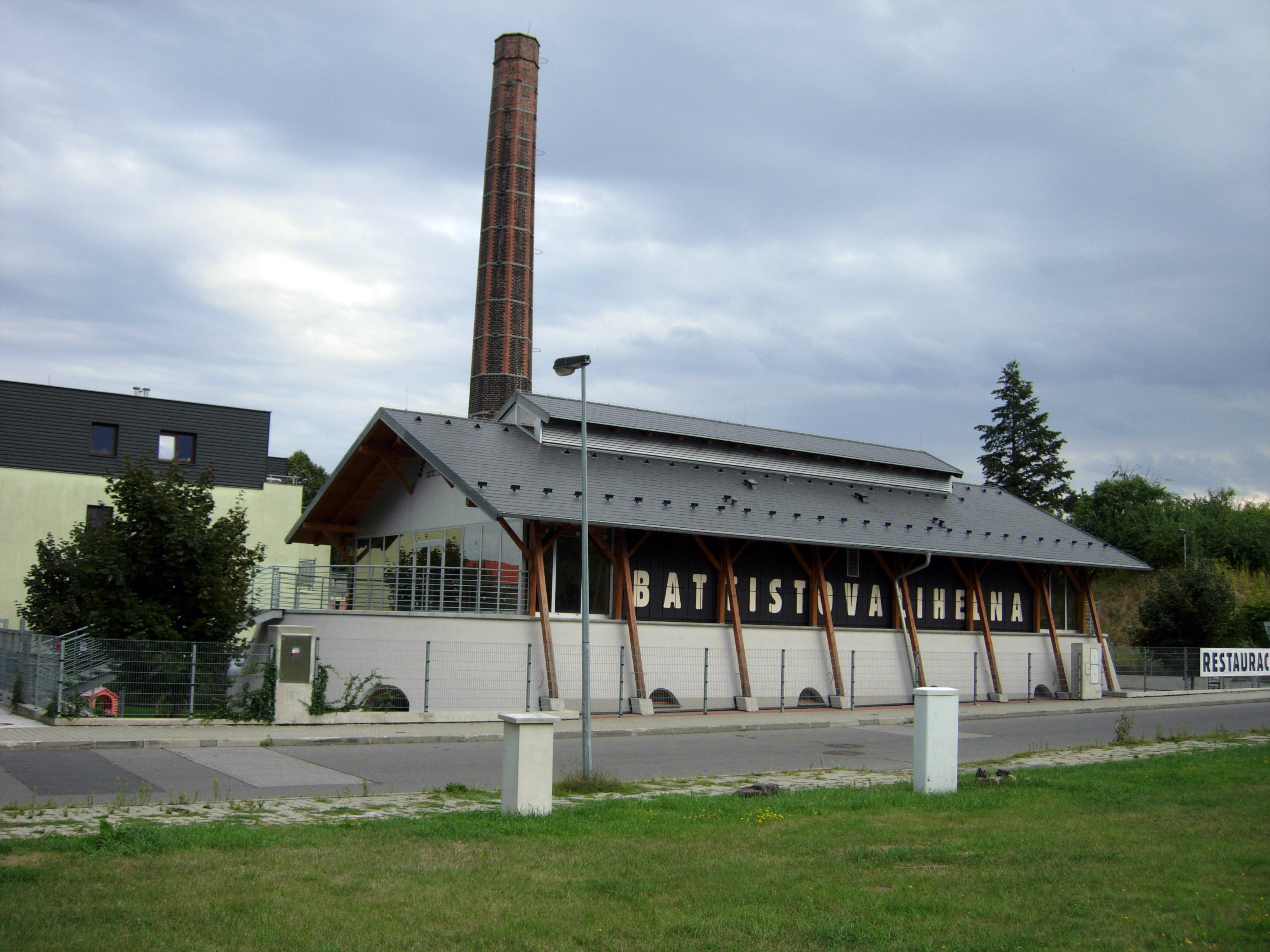
Antigua ladrillera
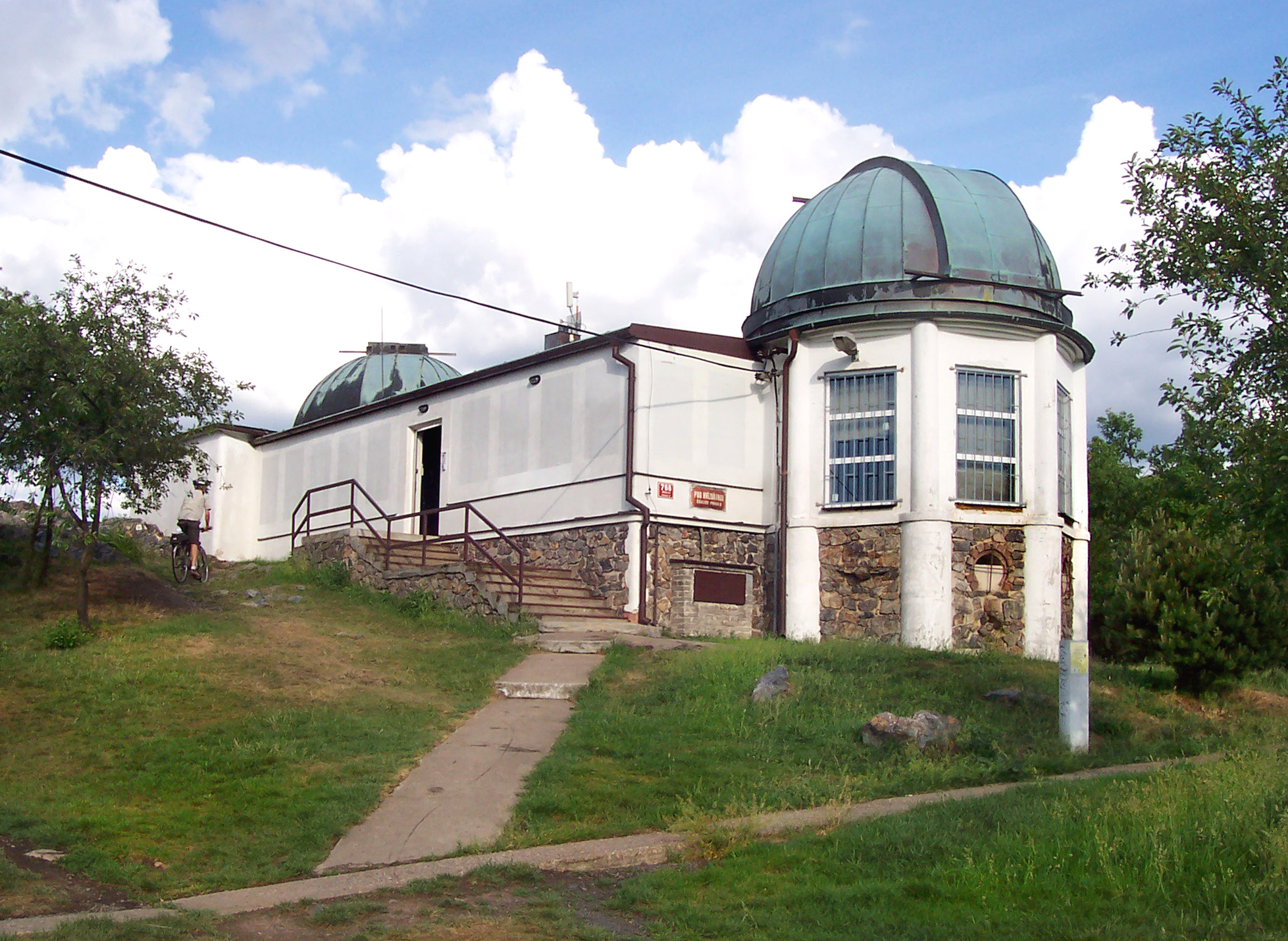
Observatorio